# Борьба Жанкожи Нурмухамедова против Хивы и Коканда (1843—1851)
Борьба Жанкожа Нурмухамедова против Хивы и Коканда — освободительная борьба южноказахстанских казахов под предводительством Жанкожи Нурмухамедова от хивинского и кокандского ига.

## Кампании 1820—1851 годов

### Конфликты 1820—1846 гг.
В конце 1820-х годов Жанкожа принимал участие в войне с Хивинским ханством (или Хорезмом), которое являлось сильным государством и причиняло казахам Приаралья большие неприятности своими набегами. Жанкожа сумел нанести поражение хивинским войскам в ходе крупного сражения в 1830 году с участием нескольких тысяч воинов с обеих сторон. В результате набеги хивинцев прекратились.
Однако в 1830-е годы приаральские территории оказались под властью Кокандского ханства. Жанкожа, отказавшись подчиняться кокандцам, был вынужден откочевать в Приаральские Каракумы, однако вскоре вернулся с вооружёнными отрядами и поднял восстание. В 1835 году его войско захватило хивинскую крепость Бабажан на Сырдарье (в 1845 году на её месте возникнет крепость Жанакала).
В 1840 году близ Туркестана кокандцами был убит сын Курбан-бия, возглавлявшего род тама. Курбан-би отправил гонцов к батырам всех трех жузов. Об этом происшествии узнал и Жанкожа-батыр, в тот же период батыру пришло письмо от Кенесары-хана из Улытау.
В 1841 году казахские войска в составе 600 человек организовали поход на Кокандское ханство. Дойдя до города Созак, Жанкожа со своими сарбазами за одну ночь совершил марш к городу. Организовав засаду в ущелье Каратау, казахи наголову разбили 2,5-тысячное войско кокандцев. Плененного Таган-батыра привезли в Созак. После Каратауского сражения, в последовавшей двенадцатидневной осаде города был взят и сам Созак. Об этом подвиге Жанкожи рассказывали ханские акыны. В результате данного похода было взято более 20 укрепленных пунктов вдоль Сырдарьи.
Параллельно с действиями против кокандских войск Жанкожа в 1843 году разрушил хивинское укрепление на протоке Куандарья, весной 1845 года разгромил двухтысячный хивинский отряд, пришедший для восстановления крепости, а двумя годами позже разрушил укрепление Кожанияз.
В 1846 году Жанкожа Нурмухамедов вновь объединил силы с Кенесары-ханом и организовал третий (четвертый) поход против Кокандского ханства. Союзнические силы заняли Созак, освободив казахов, проживавших в Южноказахских степях. Но через время отношения между батыром и ханом ухудшились, и вскоре они разделились. Причиной этому были разные приоритеты: для Жанкожи — война против Хивы, в то время как для Кенесары-хана — месть кокандцам за убийство его отца и брата в 1836 и 1840 гг.

### Отражение хивинского вторжения
У Жанкожи появилась возможность борьбы против Хивы, чем объяснялась радость батыра. Вскоре Жанкожа прибыл в Раимское укрепление, чтобы приветствовать губернатора и произвел на В. А. Обручева очень позитивное и авторитетное впечатление. Вскоре появилась возможность скрепить союз реальным делом. Выше по течению Сырдарьи, на её левом берегу, примерно от Раимского укрепления, находилась хивинская крепость Жанакала. Хивинские власти не придали этому значения, продолжая собирать зякет с местного казахского населения.
Большая часть казахских родов, которые оказывали поддержку Жанкоже-батыру, отказались платить подать. Хивинцы в ответ снарядили двухтысячный отряд для карательного похода за Сырдарью. В ходе рейда было разорено свыше тысячи казахских семей. Жанкожа приехал с этой вестью в Раимское укрепление и попросил коменданта Ерофеева помочь ему в противостоянии с хивинскими войсками. Российский отряд, оставаясь на правом берегу Сырдарьи, подверг артобстрелу крепость Жанакала.
Ополченцы Жанкожи, переправившись на другой берег реки Каралан, нанесли значительное поражение хивинскому отряду у крепости Жанакала, отогнав хивинцев на юг к Куандарье, где находилась ещё одна их крепость – Ходжа-Нияз. Войска батыра настигли отступающих хивинцев на Куандарье и разгромили их. В добычу батыру и его сарбазам досталось 3000 верблюдов, 500 лошадей, 2000 голов крупного рогатого скота и около 52 тысяч баранов. Вся добыча была распределена среди аулов, ранее пострадавших от хивинцев.
За содействия российским властям при занятии Сырдарьи, Жанкожа был награждён золотой медалью, получил звание есаула с ежегодным жалованьем в 200 рублей и был признан правителем сырдарьинских казахов.
Разгром крепости Жанакала раздосадовало хивинского хана Мухаммад-Амина. Союз батыра Жанкожи Нурмухамедова с русскими войсками продемонстрировал, что на казахов, по словам хана, нельзя полагаться. Мухаммад-Амин также заподозрил некоторых марионеточных казахских ханов в измене, но почти ничего против не предпринял.
В 1848 г. хивинцы вновь вторглись в районы Раимского укрепления, начав опустошение краёв, но были разбиты силами Жанкожи Нурмухамедова и отступили.

### Поход Жанкожи-батыра на Ак-Мечеть
Между 1850 и 1851 гг. кокандские отряды (при поддержке про-кокандских казахских султанов) два раза нападали на владения Жанкожи Нурмухамедова и угнали большое количество голов скота: только в рейде 1850 г. было угнано около 50 тысяч голов. 
В ответ Жанкожа, при поддержке гарнизона Раимского укрепления, совершил крупный рейд до пределов крепости Ак-Мечеть, в ходе которого было захвачено укрепление Кош-курган, разгромлен отряд кокандцев и освобождены тамошние казахи от власти Кокандского ханства.
Впоследствии, хивинские военачальники Мухаммад-Амин-хана больше не отваживались переходить через Сырдарью, чтобы Россия не вспомнила о давнем желании покорить Хиву (см. Хивинский поход (1717) и Хивинский поход (1839—1840)). Россия по-итогу перенаправила свой удар на Коканд. По мнению российского правительства, кокандцев необходимо было выдавить за пределы Сырдарьи (в Младшем жузе) и за реку Чу (в Старшем жузе).

## В литературе
- Жанкожа Нурмухамедулы // Казахстан. Национальная энциклопедия. — Алматы: Қазақ энциклопедиясы, 2005. — Т. II. — ISBN 9965-9746-3-2. (CC BY-SA 3.0)
- Радик Темиргалиев. Казахи и Россия. (рус.) (2013).
- Ж. К.Касымбаев. История Казахстана (XVIII-1914) (неопр.). — Алматы: Мектеп, 2012. — С. 111. — 256 с.